# آژانس بین‌المللی انرژی‌های تجدیدپذیر

لوگوی ایرنا

آژانس بین‌المللی انرژی‌های تجدیدپذیر (ایرِنا - IRENA) در سال ۲۰۰۹ برای ترویج استفاده و افزایش استفاده پایدار از همه اشکال انرژی تجدیدپذیر تأسیس شد. آسان کردن دسترسی به تمام اطلاعات مربوط به انرژی‌های تجدیدپذیر، از جمله اطلاعات فنی از دیگر وظایف ایرنا می‌باشد. اساسنامه این آژانس در تاریخ ۸ ژوئیه ۲۰۱۰ به تصویب رسید.
در ژوئن ۲۰۰۹، در جلسه کمیسیون مقدماتی، ابوظبی به عنوان مقر آژانس به‌طور موقت انتخاب شد. 

## تاریخچه
ایرنا را می‌توان زاییده افکار هرمان شیر، نماینده مبارز آلمانی و از رهبران طرفداران انرژی‌های تجدیدپذیر دانست. وی تا زمان مرگش (۱۴ اکتبر ۲۰۱۰ میلادی) رئیس یوروسولار (EUROSOLAR)، انجمن اروپایی انرژی‌های تجدیدپذیر، واقع در آلمان و رئیس مجلس جهانی انرژی‌های تجدیدپذیر بود. شیر، این ایده را در سال ۱۹۹۰ مطرح کرد و از آن زمان برای محقق کردن این ایده تلاش کرده.
در سال ۲۰۰۲، این ایده او را به سالن‌های مجلس آلمان کشاند. در آن زمان، حزب سوسیال دموکرات و حزب سبز، ایرنا را به‌عنوان بخشی از اهداف سیاسی خود منظور کردند. این امر تا سال ۲۰۰۷ ادامه داشت، زمانی‌که دولت آلمان این ایده را پذیرفت و شروع به مذاکرات دوجانبه با کشورهای مختلف کرد تا بتواند آن را با موفقیت اجرا کند. 
اساسنامه تأسیس آژانس بین‌المللی انرژی‌های تجدیدپذیر در تاریخ ۱۲ آبان ۱۳۸۷ (۲۳ اکتبر ۲۰۰۸ میلادی) در شهر مادرید اسپانیا توسط ۵۱ کشور طی کنفرانس مقدماتی نهایی گردید. این اساسنامه در اولین نشست مقدماتی اعضا در شهر بن آلمان به امضای ۵۷ کشور از جمله ایران رسید.
در دومین نشست مقدماتی این آژانس که در شرم الشیخ مصر برگزار شد، شهر مصدر در ابوظبی به عنوان مقر اصلی آژانس تعیین شد. مرکز فناوری و نوآوری در کشور آلمان و دفتر رابط آژانس با دیگر سازمان‌های فعال در زمینه انرژی‌های تجدیدپذیر نیز در اتریش مستقر خواهندشد.
در نشست پنجم کمیسیون مقدماتی در آوریل ۲۰۱۱ کلیه قوانین و مقررات مورد بررسی و تصویب کشورهای عضو قرارگرفت و نهایتاً با برگزاری اولین نشست مجمع، کلیه فعالیت‌های کمیسیون به آژانس واگذار گردید و با موافقت اکثریت کشورهای عضو عدنان امین به عنوان مدیرکل آژانس معرفی گردید. 

## اهداف
براساس این اساسنامه هدف اصلی تشکیل آژانس توسعه گسترده و پذیرش استفاده از انواع انرژی‌های تجدیدپذیر در سراسر جهان می‌باشد و در این زمینه موارد زیر از اهمیت خاصی برخوردار است:
- اولویت دادن به منافع حاصل از انرژی‌های تجدیدپذیر نسبت به سایر انرژی‌ها و افزایش بهره وری انرژی در کشورهای عضو
- افزایش سهم انرژی‌های تجدیدپذیر در حفظ محیط زیست و کاهش استفاده بیش از حد از منابع طبیعی، کاهش ویرانی جنگل‌ها به ویژه در مناطق گرمسیری، جلوگیری از نابودی تنوع زیستی و دستیابی به امنیت عرضه انرژی در عرصه جهانی

طبق این اساسنامه ایرنا زمینه اصلی فعالیت آژانس کلیه انرژی‌های حاصل از منابع تجدیدپذیر به ویژه انرژی‌های زیستی، زمین گرمایی، برق آبی، جزر ومد دریاها و اقیانوس‌ها، خورشیدی و بادی می‌باشد.

## اعضا

کشورهایی که اساسنامه آژانس را امضا کرده‌اند.
اساسنامه آژانس در مجلس این کشورها به تصویب رسیده‌است.
(تا تاریخ ۱۶ می ۲۰۱۱)

تا تاریخ ۱۶ مارس ۲۰۱۱ ، ۱۴۸ کشور و اتحادیه اروپا اساسنامه ایرنا را امضا کرده‌اند. از این میان ۶۶ کشور اساسنامه آژانس را در مجلس خود به تصویب رسانده‌اند. از زمان برگزاری اولین نشست مجمع آژانس در آوریل ۲۰۱۱ تنها کشورهای عضوی که اساسنامه را به تصویب مجلس کشور متبوع خود رسانده‌اند به عنوان عضو دائم و دارای حق رای شناخته می‌شوند و سایر کشورها تنها به عنوان ناظر و بدون حق رای امکان شرکت در جلسات مجمع را دارند.
وزارت نیرو و سازمان انرژیای نو ایران (سانا) به همراه نمایندگان وزارت امور خارجه به نمایندگی از ایران در جلسات و تصمیم گیری‌ها حضور دارند.